# Tamara Gräfin von Nayhauß
Tamara Gräfin von Nayhauß-Cormons (* 23. Juli 1972 in Bonn) ist eine deutsche Fernsehmoderatorin.

## Leben
Tamara von Nayhauß machte 1993 am Pädagogium Otto-Kühne-Schule in Bonn ihr Abitur und studierte von 1994 bis 1995 Kunstgeschichte und Französisch an der Pariser Sorbonne. Im Jahr 1994 absolvierte sie ein Praktikum bei RTL und 1995 ein Volontariat bei ProSieben. Dort war sie auch von 1996 bis 2002 als Reporterin und Redakteurin beim Boulevardmagazin „SAM“ (Kolumne Dingdong), bevor sie 2002 zu RTL wechselte.
Dort moderierte sie gemeinsam mit Kai Ebel an Formel-1-Rennsonntagen das Lifestyle-Magazin „Formel Exclusiv“ und von 2003 bis 2004 das Magazin „Life! – Die Lust zu leben“. Außerdem präsentierte sie zusammen mit Peer Kusmagk auf VOX „Deutschland sucht den Superstar – Das Magazin“. Ferner war sie Moderatorin von „Abenteuer & Reisen“ (n-tv). Am 5. April 2004 spielte sie in der Fernsehserie „Hinter Gittern – Der Frauenknast“ Folge 300 „Das große Finale“ eine Gastrolle. Ebenso hatte sie eine Gastrolle in Dieter Wedels ZDF-Fernsehfilm „Papa und Mama“, der im Januar 2006 gesendet wurde.
Seit dem Sommer 2006 moderiert und produziert sie im Rahmen der ZDF-Sendereihe hallo deutschland Beiträge zu Aristokraten und Unternehmerpersönlichkeiten.
Vom 30. November 2007 bis Mai 2008 moderierte sie das Magazin „Deluxe – Alles, was Spaß macht“, eine Luxus- und Lifestylesendung, beim Nachrichtensender n-tv, bis Jennifer Knäble diese Aufgabe übernahm.
Seit Dezember 2016 ist von Nayhauß mit einem eigenen Fashion- und Lifestyleblog online.

## Familie
Von Nayhauß ist die Tochter von Mainhardt Graf von Nayhauß-Cormons und Sabine Gräfin von Nayhauß-Cormons geborene Beierlein. Sie ist seit April 2005 standesamtlich (in New York) und seit dem 10. September 2005 kirchlich (in Merseburg) mit dem Rechtsanwalt Alexander Graf von Kalckreuth verheiratet, lebt mit ihm in Berlin und hat zwei Söhne. Alexander von Kalckreuth gründete um 2012 Tartech, ein Unternehmen zum Recycling von metallhaltiger Asche.

## Fernsehauftritte
- 2021: Kandidatin bei Wer weiß denn sowas? (Das Erste)